# Перекопка
Перекопка — хутор в Клетском районе Волгоградской области России, административный центр Перекопского сельского поселения.
Население — 853 (2010)

## История
Первоначально известен как хутор Перекопский. Хутор относился к юрту станицы Перекопской Усть-Медведицкого округа Земли Войска Донского (с 1870 года — Область Войска Донского). Дата основания хутора не установлена. В 1859 году в Перекопском имелось 52 двора, проживало 161 душа мужского и 149 женского пола.
Согласно переписи населения 1897 года на хуторе проживало 215 мужчин и 235 женщины, из них грамотных: мужчин — 100, женщин — 14. Согласно алфавитному списку населённых мест Области Войска Донского 1915 года на хуторе имелось хуторское правление, одноклассное приходское училище, земельный надел составлял 1285 десятин, проживало 364 мужчины и 376 женщины.
В 1921 году хутор в составе Усть-Медведицкого округа передан Царицынской губернии. С 1928 года — в составе Клетского района Сталинградского округа (упразднён в 1930 году) Нижне-Волжского края (с 1934 года — Сталинградского края, с 1936 года — Сталинградской области, с 1961 года — Волгоградской области). Хутор являлся центром Перекопского сельсовета.
В период Великой Отечественной войны в период с июля по ноябрь 1942 года хутор был оккупирован. В ходе ожесточённых боёв за так называемый «Клетский плацдарм» хутор был полностью разрушен.

## Общая физико-географическая характеристика
Хутор расположен в степи, у подножия Донской гряды, являющейся частью Восточно-Европейской равнине, на удалении 2,5 км от правого берега Дона, при устьях балок Сухая Перекопка и Сердитая. Рельеф местности холмисто-равнинный. Центр хутора расположен на высоте около 70 метров над уровнем моря, к востоку от хутора высота местности повышается, достигая 120 и более метров над уровнем моря. Западнее хутора рельеф местности практически плоский, начинается пойма Дона. Почвы — тёмно-каштановые, в пойме Дона — пойменные нейтральные и слабокислые.
Через хутор проходит автодорога, связывающая станицы Клетскую и Кременскую. По автомобильным дорогам расстояние до областного центра города Волгограда составляет 140 км (через станицу Новогригорьевскую), до районного центра станицы Клетской — 37 км.
Климат
Климат умеренный континентальный (согласно классификации климатов Кёппена — Dfa). Многолетняя норма осадков — 377 мм. Наибольшее количество осадков выпадает в июне — 44 мм, наименьшее в феврале — 20 мм. Среднегодовая температура положительная и составляет + 7,8 °С, средняя температура самого холодного месяца января −7,9 °С, самого жаркого месяца июля +23,1 °С.
Часовой пояс
Перекопка, как и вся Волгоградская область, находится в часовой зоне МСК (московское время). Смещение применяемого времени относительно UTC составляет +3:00.

## Население
Динамика численности населения по годам:
| 1859 | 1873 | 1897 | 1915 | 1987 |
| ---- | ---- | ---- | ---- | ---- |
| 310  | 460  | 450  | 740  | ≈820 |

| 2010 |
| ---- |
| 853  |